# Усовка (Омская область)
Усовка — деревня в Марьяновском районе Омской области России. Входит в состав Грибановского сельского поселения.

## История
Основана в 1900 году. В 1928 г. посёлок Усовка состоял из 100 хозяйств, основное население — русские. Центр Усовского сельсовета Любинского района Омского округа Сибирского края.

## Население
| 2010 |
| ---- |
| 827  |